# Liubo (sockenhuvudort i Kina, Hunan Sheng, lat 28,22, long 109,46)
Liubo (kinesiska: 柳薄, 柳薄乡) är en sockenhuvudort i Kina. Den ligger i provinsen Hunan, i den södra delen av landet, omkring 340 kilometer väster om provinshuvudstaden Changsha. Antalet invånare är 7 353. Befolkningen består av 3 354 kvinnor och 3 999 män. Barn under 15 år utgör 25,0 %, vuxna 15-64 år 65 %, och äldre över 65 år 8,0 %.
Runt Liubo är det ganska tätbefolkat, med 199 invånare per kvadratkilometer. Närmaste större samhälle är Jixin, 19,2 km sydost om Liubo. I omgivningarna runt Liubo växer huvudsakligen savannskog.
Genomsnittlig årsnederbörd är 1 848 millimeter. Den regnigaste månaden är maj, med i genomsnitt 327 mm nederbörd, och den torraste är januari, med 41 mm nederbörd.